# Llandysul
Llandysul és una petita vila de més amunt del Riu Teifi, a la zona de Ceredigion. Té cap a 1.439 habitants, un 70% dels quals parla gal·lès (cens del 2011).